# جيم ليه
جيم ليه (بالإنجليزية: Jim Les)‏ مواليد 18 أغسطس 1963 في نايلز، هو لاعب كرة سلة أمريكي سابق أصبح مدرباً بدأ مسيرته الاحترافية في سنة 1987. تم اختياره من قبل فريق أتلانتا هوكس خلال الدرافت. يبلغ طوله 5 قدم 11 بوصة (1.8 م). اعتزل اللعب في 1995.

## المسيرة الاحترافية
لعب مع يوتا جاز من سنة 1988 إلى 1990، ثم لعب مع لوس أنجلوس كليبرز في سنة 1990، ثم لعب مع سكرامنتو كينغز من سنة 1990 إلى 1994، ثم لعب مع أتلانتا هوكس في موسم 1994–1995.

## روابط خارجية
- جيم ليه على موقع إن بي أي (الإنجليزية)
- جيم ليه على موقع سبورتس رفرنس (الإنجليزية)
- جيم ليه على موقع الدوري الإسباني لكرة السلة (الإسبانية)
- جيم ليه على موقع كلية كرة السلة في سبورتس رفرنس.كوم (الإنجليزية)
- جيم ليه على موقع ريلجم (الإنجليزية)
- جيم ليه على موقع بروبوليرز (الإنجليزية)
- جيم ليه على موقع كلية كرة السلة في سبورتس رفرنس.كوم (الإنجليزية)
- جيم ليه على موقع سبورتس رفرنس (الإنجليزية)